# Municipio de Schaan
Schaan es la ciudad más poblada del principado de Liechtenstein, situada al norte de la capital del principado, Vaduz. Limita al norte con los municipios de Gamprin y Eschen, al este con Planken, Frastanz (AT-8) y Triesenberg, al sur con Vaduz, y al oeste con Buchs (CH-SG). Gracias a sus tres exclaves limita también con los municipios de Balzers y Triesen en Liechtenstein, Nenzing (AT-8) en Austria y Maienfeld (CH-GR) en Suiza.
En total, tiene una población de 5925 habitantes, que la convierten en una de las ciudades situadas en un pequeño país más poblada del mundo. Ya en su fundación, en 1848, contaba con 500 habitantes, y ha estado poblada durante toda su historia. Es famosa por su equipo de fútbol, el FC Schaan, que milita en la 2.ª división de Suiza.

## Descripción general
Mencionado por primera vez c. 850, Schaan tiene más de 4000 empresas, por lo que es un gran centro económico en el país. Schaan es la ubicación de la sede mundial de Ivoclar Vivadent AG, el mayor fabricante del mundo de la dentadura postiza, y Hilti AG, uno de los mayores fabricantes del mundo de anclajes y herramientas eléctricas del sector de la construcción.
Limita con la ciudad de Buchs en Suiza.
El municipio incluye el pico Naafkopf, uno de los dos puntos de triple frontera que existen entre Liechtenstein, Suiza y Austria.

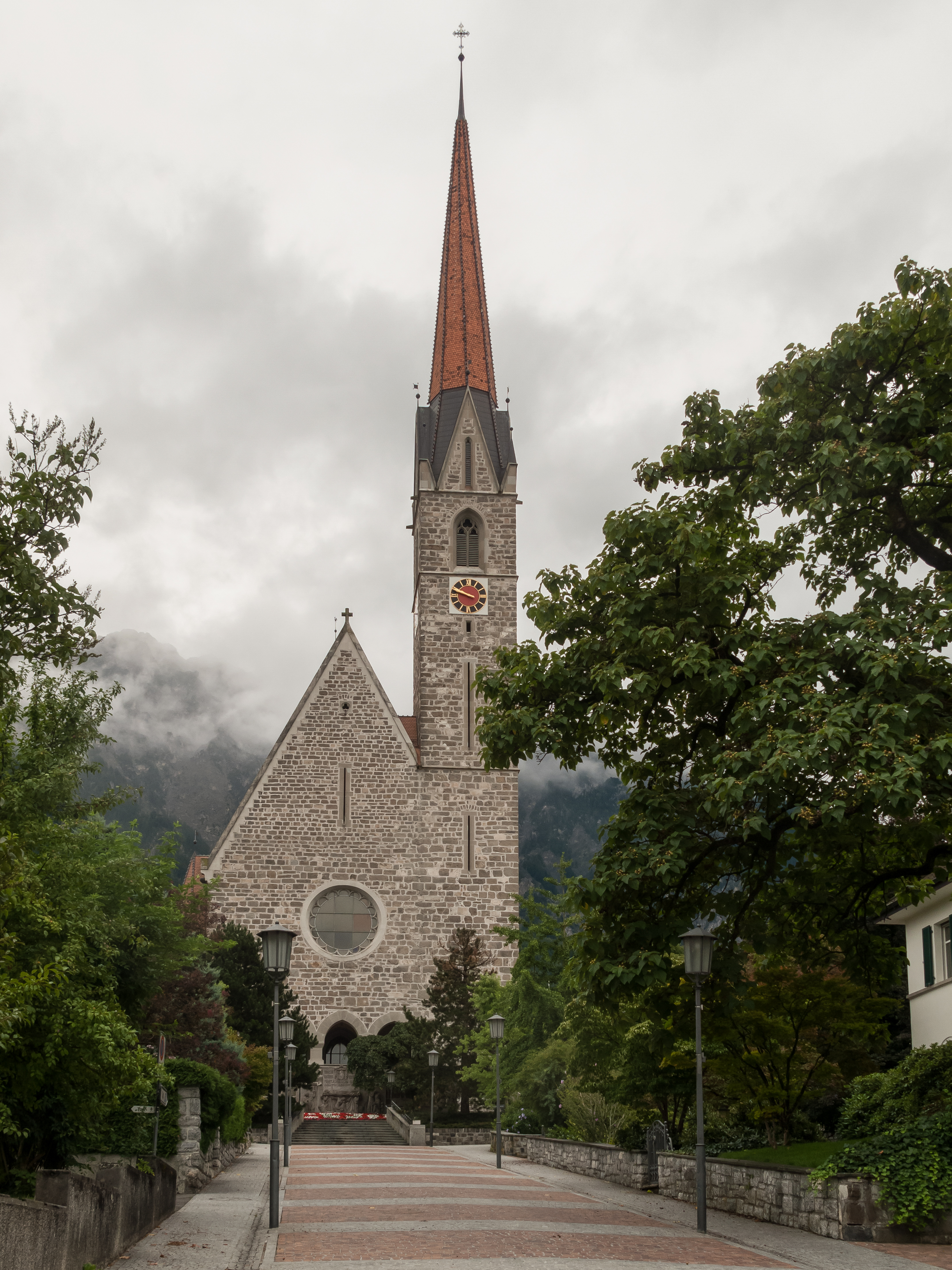
Schaan, la iglesia: die Pfarrkirche Sankt Laurentius

## Lugares de interés
- Capilla Dux.
- Ayuntamiento de Schaan.
- Parroquia de Schaan.
- Estadio Sportplatz Rheinwiese, estadio del FC Schaan.
- Río Rin (a su paso por la ciudad).

## Comunicaciones
La ciudad ofrece una estación de ferrocarril compartida con Vaduz, y una estación de autobuses, operativa las 24 horas. Además, la ciudad tiene numerosos carriles bici que la conectan con la vecina ciudad de Vaduz. La ciudad de Schaan es muy famosa en el país por ser la sede de la fábrica de lácteos Hilcona AG, situada en Schaan alta, y que la comercializa en Liechtenstein, Suiza y Austria.

## Deporte
Schaan es la segunda ciudad más deportista del país, por detrás de Vaduz. Además de su equipo de fútbol, el FC Schaan, cuenta con un pabellón de deportes, que tiene una piscina, un gimnasio, una pequeña cancha de fútbol, una de baloncesto y un salón multiusos. En el país sólo hay cuatro centros deportivos: uno en Vaduz, uno en Ruggell, uno en Balzers y otro en Schaan.